# Cicadula indrina
Cicadula indrina är en insektsart som beskrevs av Singh-pruthi 1930. Cicadula indrina ingår i släktet Cicadula och familjen dvärgstritar. Inga underarter finns listade i Catalogue of Life.